# Majevica

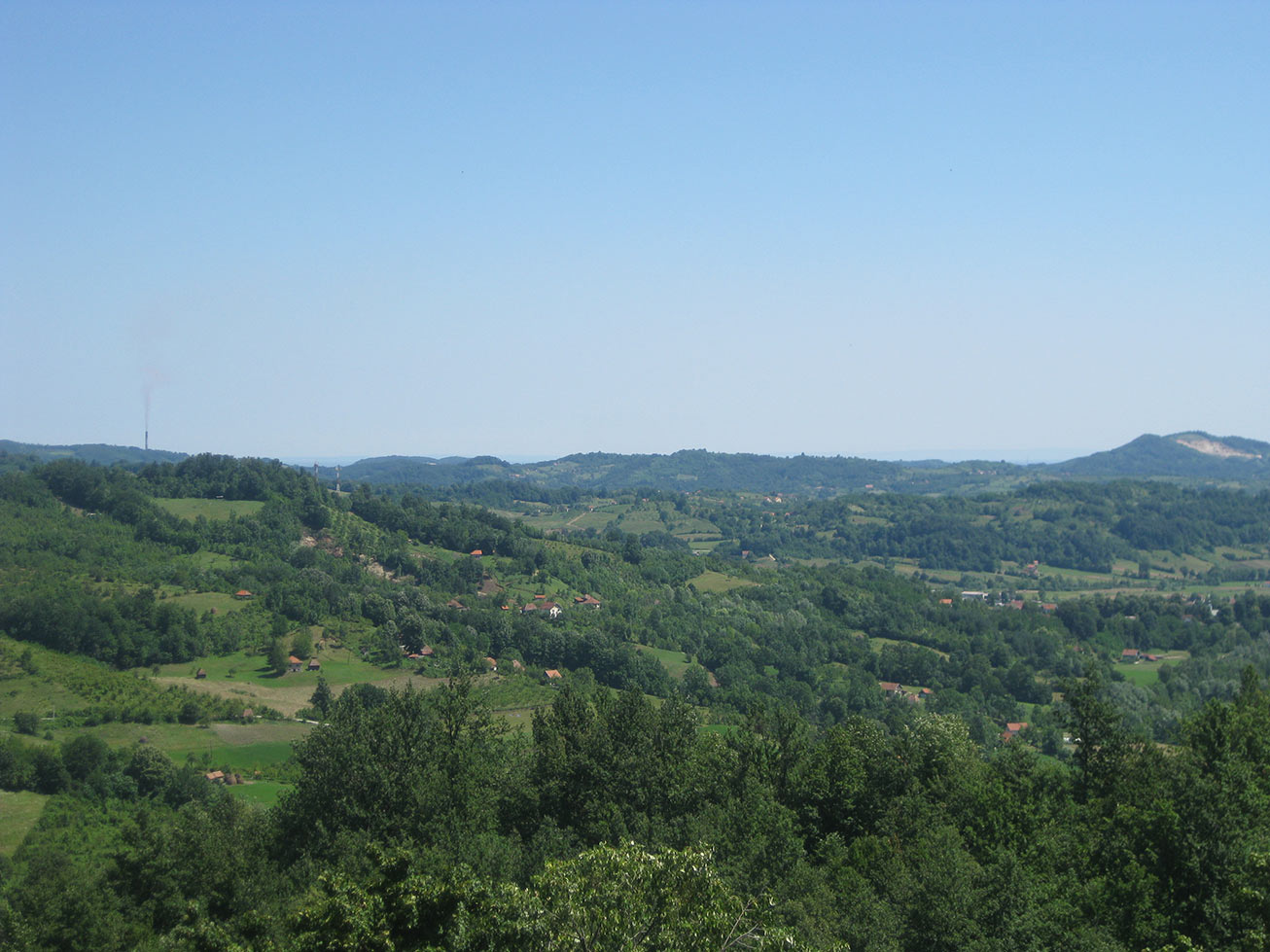
Blick auf das Dorf Lipovice im Vordergrund, Schornstein des Kohlekraftwerks (links) und Tagebau Ugljevik (rechts) am Horizont

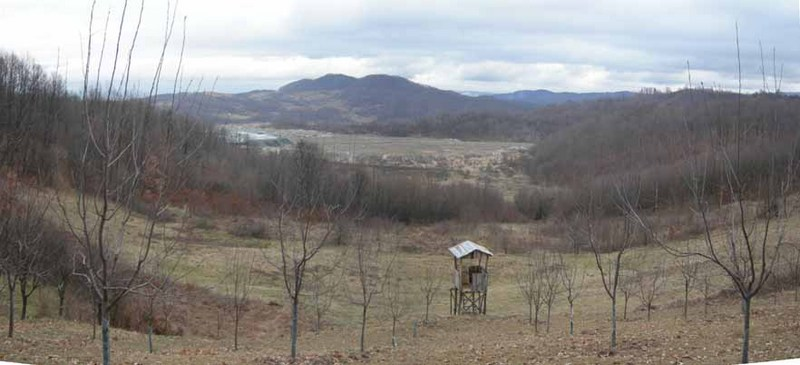
Blick auf den Tagebau Ugljevik und das Majevica-Gebirge

Majevica ist ein Mittelgebirge im Nordosten von Bosnien und Herzegowina, zwischen den Ebenen der Posavina und Semberija im Norden und der Spreča-Niederung (Sprečko polje) im Süden gelegen.
Höchster Punkt ist der Berg Stolice (916 m) bei Tuzla. Einige weitere Berge erreichen Höhen zwischen 800 und 900 m. Der größte Teil der Majevica ist bewaldet.
Zum Hauptkamm gehören von NW nach SO (etwa von Srebrenik Richtung Zvornik) Okresnica 815 m, Opakovica 690 m, Stublić 721 m, Tabakove strane 572 m, Kicelj 673 m, Gavranić 720 m, Greda 803 m, Međednik 842 m, Busija 845 m, Draganovac 779 m, Konjic 903 m, Stolice 916 m, Mala Jelica 879 m, Velika Jelica 878 m.